# Resolutie 1102 Veiligheidsraad Verenigde Naties
Resolutie 1102 van de Veiligheidsraad van de Verenigde Naties werd unaniem door de VN-Veiligheidsraad aangenomen op 31 maart 1997. De resolutie verlengde de UNAVEM III-missie in Angola met twee weken.

## Achtergrond
Nadat Angola in 1975 onafhankelijk was geworden van Portugal keerden de verschillende onafhankelijkheidsbewegingen zich tegen elkaar om de macht. Onder meer Zuid-Afrika en Cuba bemoeiden zich in de burgeroorlog, tot ze zich in 1988 terugtrokken. De VN-missie UNAVEM I zag toe op het vertrek van de Cubanen. Een staakt-het-vuren volgde in 1990, en hiervoor werd de UNAVEM II-missie gestuurd. In 1991 werden akkoorden gesloten om democratische verkiezingen te houden die eveneens door UNAVEM II zouden worden waargenomen.

## Inhoud
De Veiligheidsraad:
- Bevestigt resolutie 696.
- Bevestigt de verklaringen van haar voorzitter.
- Bevestigt de eenheid en territoriale integriteit van Angola.
- Herhaalt het belang van de uitvoering van het vredesakkoord.
- Benadrukt dat de partijen dringend beslissende stappen voorwaarts moeten zetten.
- Overwoog het rapport van de secretaris-generaal Kofi Annan.

1. Looft de inspanningen van de secretaris-generaal tijdens zijn bezoek aan Angola.
2. Verwelkomt de aankomst van UNITA-afgevaardigden en toekomstige functionarissen in Luanda.
3. Verwelkomt ook de beslissing om de regering van nationale eenheid op 11 april te installeren.
4. Roept beide partijen op die regering op die datum te vormen.
5. Roept hen ook op om de andere aspecten van het vredesproces uit te voeren.
6. Besluit het mandaat van UNAVEM III te verlengen tot 16 april.
7. Besluit verdere maatregelen te nemen indien regering niet gevormd wordt.
8. Besluit actief op de hoogte te blijven.

## Verwante resoluties
- Resolutie 1087 Veiligheidsraad Verenigde Naties (1996)
- Resolutie 1098 Veiligheidsraad Verenigde Naties
- Resolutie 1106 Veiligheidsraad Verenigde Naties
- Resolutie 1118 Veiligheidsraad Verenigde Naties

Lijst ·  1093 ·  1094 ·  1095 ·  1096 ·  1097 ·  1098 ·  1099 ·  1100 ·  1101 ·  1102 ·  1103 ·  1104 ·  1105 ·  1106 ·  1107 ·  1108 ·  1109 ·  1110 ·  1111 ·  1112 ·  1113 ·  1114 ·  1115 ·  1116 ·  1117 ·  1118 ·  1119 ·  1120 ·  1121 ·  1122 ·  1123 ·  1124 ·  1125 ·  1126 ·  1127 ·  1128 ·  1129 ·  1130 ·  1131 ·  1132 ·  1133 ·  1134 ·  1135 ·  1136 ·  1137 ·  1138 ·  1139 ·  1140 ·  1141 ·  1142 ·  1143 ·  1144 ·  1145 ·  1146